# Quaternair ammoniumzout

Algemene structuurformule van het quaternair ammoniumion.

Een quaternair ammoniumzout is een zout waarvan het kation voorkomt als het ion NR4+. De R staat voor alky- of arylgroepen. Deze groepen kunnen, maar hoeven niet gelijk te zijn.

## Synthese
Quaternaire ammoniumverbindingen worden bereid door ammoniak zelf, of een amine, met een organisch halogenide te laten reageren. Een voorbeeld is de reactie van trimethylamine en joodmethaan tot tetramethylammoniumjodide:
{\displaystyle \mathrm {(CH_{3})_{3}N\ +\ CH_{3}I\ \longrightarrow \ (CH_{3})_{4}N^{+}\ +\ I^{-}} }

## Structuur
Het NR4+-ion kan beschouwd worden als een afgeleide van het ammoniumion (NH4+), waarbij alle vier de waterstofatomen vervangen zijn door alkyl- of arylgroepen. De geometrie rond stikstof is tetraëdrisch. Er ontstaat een deeltje waarvan het centrale stikstofatoom een positieve lading draagt. Doordat deze vier groepen het stikstofatoom omringen is de positieve lading niet toegankelijk voor negatief geladen ionen of Lewisbasen.

## Toepassingen
- Een bekend voorbeeld is het doden van algen, bijvoorbeeld op stoepen of in zwembaden.
- Een andere toepassing is het weken in quaternair ammoniumzout van métisse; dit zijn isolatiematten van uiteengerafelde, gerecyclede spijkerbroeken, ten behoeve van de brandwerendheid.
- Quaternaire ammoniumionen worden in de synthetisch organische chemie toegepast om negatief geladen deeltjes in een organisch oplosmiddel te brengen (fase-transfer-katalysator). Door de afgeschermde positieve lading zullen negatieve ionen extra reactief zijn.
- Bepaalde quaternaire ammoniumzouten worden gebruikt in de polyurethaanindustrie, waar ze de trimerisatie van isocyanaten katalyseren waarbij een isocyanuraat ontstaat.